# Teichland
Teichland település Németországban, azon belül Brandenburgban. Lakosainak száma 1079 fő (2023. december 31.).

## Népesség
A település népességének változása:
| Lakosok száma | 1118 | 1097 | 1098 | 1074 | 1079 |
|               | 2017 | 2019 | 2021 | 2022 | 2023 |